# Oligodon ancorus
Oligodon ancorus este o specie de șerpi din genul Oligodon, familia Colubridae, descrisă de Girard 1858. A fost clasificată de IUCN ca specie cu risc scăzut. Conform Catalogue of Life specia Oligodon ancorus nu are subspecii cunoscute.